# Portia (Arkansas)
Portia es un pueblo ubicado en el condado de Lawrence en el estado estadounidense de Arkansas. En el Censo de 2010 tenía una población de 437 habitantes y una densidad poblacional de 130,69 personas por km².

## Geografía
Portia se encuentra ubicado en las coordenadas 36°5′6″N 91°4′16″O / 36.08500, -91.07111. Según la Oficina del Censo de los Estados Unidos, Portia tiene una superficie total de 3.34 km², de la cual 3.34 km² corresponden a tierra firme y (0%) 0 km² es agua.

## Demografía
Según el censo de 2010, había 437 personas residiendo en Portia. La densidad de población era de 130,69 hab./km². De los 437 habitantes, Portia estaba compuesto por el 98.86% blancos, el 0% eran afroamericanos, el 0% eran amerindios, el 0% eran asiáticos, el 0% eran isleños del Pacífico, el 0% eran de otras razas y el 1.14% pertenecían a dos o más razas. Del total de la población el 0.69% eran hispanos o latinos de cualquier raza.